# Гуляйполе (станція)
Гуляйпо́ле — проміжна залізнична станція Запорізької дирекції Придніпровської залізниці між станціями Гайчур (22 км) та Пологи (24 км). Розташована в селищі Залізничне Пологівського району Запорізької області.

## Пасажирське сполучення
До 18 березня 2020 року на станції Гуляйполе зупинялися приміські поїзди сполученням Пологи —  Чаплине.